# 罗韦雷拉宫
罗韦雷拉宫（Palazzo Roverella）是意大利费拉拉的一座文艺复兴风格建筑，位于焦维卡大街（ Corso della Giovecca）和波尔蒂尼街（Via Boldini）转角。
该建筑建于1508年，由比亚吉奥·罗塞蒂设计，业主是公爵阿方索一世·埃斯特的秘书 Gaetano Magnanini。该建筑在19世纪成为罗韦雷拉家族的财产。其立面为风格主义。